# Paola Holguín
Paola Andrea Holguín Moreno (Medellín, 11 de noviembre de 1973), es una periodista y política colombiana.  
Fue asesora presidencial en el gobierno de Álvaro Uribe desde el año 2003. En las  elecciones legislativas de Colombia de 2014 fue elegida senadora de la República por el partido Centro Democrático, tomando posesión el 20 de julio de 2014; posteriormente fue reelegida Senadora  el 11 de marzo de 2018 en unas elecciones en las que su partido participó con lista abierta, donde ella logró la segunda votación más alta de su colectividad. 
Escritora de discursos, además de los libros: “Uribe de carne y hueso” y “Desde el escritorio del Presidente”.

## Biografía
Hija de Frank Holguín Ortiz y Martha Ligia Moreno Montoya, es la mayor de tres hijos. Desde los 4 años empezó su actividad política acompañando a sus padres en las correrías y campañas del Partido Liberal en Antioquia. Culminó sus estudios secundarios en el colegio de la Universidad Pontificia Bolivariana de Medellín, de donde se graduó con mención de honor como mejor bachiller. Estudió Comunicación Social y Periodismo en la Bolivariana, en la misma universidad cursó Maestría en Estudios Políticos con énfasis en Economía y Desarrollo; también cursó Maestría en Seguridad y Defensa Nacional en la Escuela Superior de Guerra; adelantó los cursos de Estrategia y Políticas de Defensa y de Terrorismo y Contrainsurgencia en el Centro Hemisférico de Estudios de Defensa de la Universidad de Defensa en Washington y adelantó el programa de Liderazgo Público Iberoamericano de la 'Fundación Carolina', el Curso Estratégico de Seguridad Pública de la Policía Nacional y EAFIT, y el curso Liderario de Proantoquia y Alta Direccion de EAFIT.
Holguín Moreno hizo curso de reserva en el Batallón de Bello. En su profesión se destacan su asesoría para la Presidencia de la República de Colombia (2003-2008-2009-2010) y de la Presidencia de la República de los Estados Unidos Mexicanos (2011-2012), consultora de USAID, encargada de asuntos políticos de la Embajada de Colombia en México (2008-2009), Asesora de la Secretaría de Seguridad de la Alcaldía de la ciudad Autónoma de Buenos Aires (2013), docente de las Universidades Pontificia Bolivariana y EAFIT.

## Estudios
Estudió Comunicación Social y Periodismo en la Universidad Pontificia Bolivariana y una Maestría en Estudios Políticos con énfasis en economía y desarrollo en la misma universidad. Realizó estudios de Maestría en Seguridad y Defensa Nacional en la Escuela de Guerra de Bogotá y estudios en Políticas y estrategias de seguridad y defensa y de Terrorismo y contrainsurgencia en el Centro de Estudios Hemisféricos de Seguridad y Defensa de la Universidad de Defensa en Washington, Curso de Terrorismo y Contrainsurgencia del Center for Hemispheric Defense Studies National Defense University Washington en 2012; participó en el programa Liderazgo Público Iberoamericano de la Fundación Carolina en Madrid y Bilbao - España del 13 al 17 de noviembre de 2017; hizo curso estratégico de Seguridad Pública - Policía Nacional - Eafit en 2019 y curso liderario de Proantoquia y Alta dirección de EAFIT (diciembre de 2022 a junio de 2023).

## Trayectoria Política
Es experta en seguridad, tiene como corriente política el uribismo, en el 2009 fue el remplazo de José Obdulio Gaviría como asesora del entonces presidente Álvaro Uribe Vélez.
Para las elecciones legislativas de 2014, formó parte de la lista cerrada al Senado de la República del movimiento político Centro Democrático, encabezada por el expresidente Álvaro Uribe; Paola Holguín ocupó el renglón dieciocho de dicha lista y resultó elegida senadora para el periodo 2014-2018., tomó posesión de su cargo el 20 de julio de 2014. Reelecta en las elecciones legislativas del 11 de marzo de 2018 por el partido Centro Democrático, en lista abierta, obtuvo la segunda votación más alta de ese Partido al Senado, después del expresidente Álvaro Uribe, en ese periodo fue Presidente de la Comisión Segunda (2021 - 2022)y fue nuevamente reelecta el 13 de marzo de 2022 para el periodo que va hasta el 20 de julio de 2026.
Actualmente es precandidata presidencial para el 2026 por su partido el Centro Democrático.

## Reconocimientos
1.	Líder de Opinión Digital en los Premios al Desempeño Político. Toro Digital, Instituto de Ciencia Política Hernán Echavarría Olózaga -ICP- y Canal 1. Diciembre de 2023 
2.	Orden de Abejorral en el grado de Caballero de Mesenia. 27 de noviembre de 2022.
3.	Resolución de Reconocimiento Concejo Municipal de La Unión. 26 de noviembre de 2022
4.	Orden al Mérito Cívico Amalia Madriñán de Márquez. Alcaldía de Venecia. Mayo 2022
5.	Orden al Mérito Cívico y Empresarial Mariscal Jorge Robledo, en nota de estilo grado bronce. Asamblea 
Departamental de Antioquia. 9 de agosto de 2021
6.	Medalla al Mérito Cívico Ramón R. Henao. Concejo de Jericó. 8 de agosto de 2021.
7.	Dignity Awards. Dilo Bien. México. Agosto, 2020.
8.	Medalla Orden por la libertad personal. Ministerio de Defensa, Dirección Nacional Gualas Militares. 31 de diciembre de 2019
9.	Mujer Orgullo de Colombia. Fundación Reconciliación Futuro Colombia. 12 de septiembre de 2019.
10.	Medalla Orden San Jorge Capadocia de la Caballería del Ejército Nacional de Colombia 1 de agosto de 2019
11.	Medalla Militar Servicios Distinguidos a la Armada Nacional 30 de julio de 2019
12.	Declaración como Soldado Honorario y entrega del Escudo de Armas del Ejército Nacional de Colombia. Resolución 015 del 29 de marzo de 2019.
13.	Orden del Zurriago. Ejecutiva Antioqueña Sobresaliente. Centro de Estudios Universitarios- CEU. Noviembre 22 de 2018
14.	Distinción en Nota de Estilo. Concejo de Medellín. 16 de noviembre de 2018
15.	Reconocimiento Contraloría General de Antioquia. Septiembre 2018
16.	Orden de la Democracia Simón Bolívar en el grado de Gran Cruz. Cámara de Representantes de Colombia. 26 de septiembre de 2018
17.	Medalla Dirección de Protección. Policía Nacional de Colombia. 2017
18.	Reconocimiento Asociación Nacional de Entidades de Seguridad Privada. 2014
19.	Reconocimiento de la Federación Interamericana de Abogados- FIA 2010 
20.	Orden al buen Ciudadano, Policía Nacional de Colombia. 2009 
21. Medalla Coronel Guillermo Ferguson en el grado de Comendador. Presidencia de la República de Colombia. 2009

## Participación como delegada de Colombia
-Cumbre de Negocios de Monterrey 2008 `Foro Económico Mundial América Latina. Cancún, 2008
-I Reunión de Ministros en materia de Seguridad Pública de las Américas. OEA. México, 2008 `Coalición de Primeras Damas y Mujeres Líderes de América Latina. México D. F. 2008
-X Cumbre del Mecanismo de Diálogo de Tuxtla Plan Puebla Panamá. Villahermosa (Tabasco). 2008 '